# Molophilus defoeanus
Molophilus defoeanus är en tvåvingeart som beskrevs av Alexander 1952. Molophilus defoeanus ingår i släktet Molophilus och familjen småharkrankar. Inga underarter finns listade i Catalogue of Life.